# Nermin Sultan
Hamide Nermin Nezahet Sultan (turco ottomano:حمیدہ نرمین نزاھت سلطان, lett. "lodevole", "delicata" e "prosperità"; Istanbul, 27 gennaio 1923 – Bagnols-sur-Cèze, 7 novembre 1998) è stata una principessa ottomana, figlia di Şehzade Mahmud Şevket e Adile Hanimsultan e pronipote dei sultani Abdülhamid II e Abdülaziz.

## Origini
Hamide Nermin Nezahet Sultan nacque il 27 gennaio 1923 a Istanbul, nel Palazzo di Scutari. Entrambi i suoi genitori erano nipoti di un sultano ottomano: suo padre era Şehzade Mahmud Şevket, figlio di Şehzade Mehmed Seyfeddin e nipote del sultano Abdülaziz, mentre sua madre era Adile Hanimsultan, figlia di Naime Sultan e nipote di Abdülhamid II. Abdülaziz era inoltre lo zio paterno di Abdülhamid II.
Era l'unica figlia della coppia, ma aveva un fratellastro e due sorellastre minori da parte di madre.
Poco dopo la nascita, si ammalò di tubercolosi ossea.

## Esilio
Nel 1924 la dinastia ottomana venne esiliata. I genitori di Nermin si trasferirono a Il Cairo, in Egitto, dove divorziarono nel 1928, mentre Nermin venne mandata dalla nonna materna Naime Sultan a Nizza, in Francia, perché, secondo Naime, la coppia era troppo giovane e inesperta per occuparsi della bambina, che già mostrava i primi sintomi della sua malattia, da soli, in esilio e senza sicurezze economiche a lungo termine.
Nel 1942 le due vivevano a Cimiez. Erano vicine di casa di Hanri Matisse, famoso pittore il quale, vedendo Nermin, elogiò la sua bellezza e le chiese di posare per lui. Nermin accettò. Fu la modella di almeno un quadro, Odalisque Au Fauteuil Noir, venduto nel 2015 in un'asta di Sotheby's, a Londra, per 15 milioni di euro. Il pittore in seguito conobbe anche suo padre, con cui strinse amicizia, e regalò loro almeno un quadro. 
Allo scoppio della seconda guerra mondiale nonna e nipote si trasferirono a Tirana, in Albania. Lì Nermin si fidanzò, ma prima delle nozze il suo promesso venne giustiziato dal leader comunista Enver Hoxha. Durante l'occupazione tedesca, Naime e Nermin furono rinchiuse in un campo di concentramento nazista. Naime morì lì, mentre Nermin venne salvata da un ufficiale dei servizi segreti britannici, Lord Patrick Kinross, che la mandò da suo padre in Egitto con un volo militare.
In Egitto, visse con suo padre nel distretto Zamalek, con la rendita assegnata loro da Farouk d'Egitto, fino al 1952, quando Nasser salì al potere e gli esiliò nuovamente. Suo padre emigrò a Nizza, in Francia, mentre Nermin si trasferì in Algeria.
Nermin lì lavorò per le Nazioni Unite come consulente per i rifugiati e offrì supporto arrivo durante la guerra d'indipendenza algerina, ma al termine di questa, ormai peggiorata la sua malattia, raggiunse suo padre in Francia, a Bagnols-sur-Cèze, il quale, a oltre sessant'anni, riprese a lavorare come bibliotecario per pagarle le cure e fu infine costretto a vendere il quadro regalato loro da Matisse per sostenere le spese.

## Morte
Dopo la morte di suo padre nel 1973 Nermin ricevette una pensione dal governo francese, ma ormai era in condizioni gravissime e non aveva più nessun parente in vita abbastanza vicino o abbastanza interessato a lei da prendersene cura, compresa sua madre, e i soldi della pensione da soli non le bastavano a garantirsi le cure ancora somministrabili.
Venne ricoverata nell'ospedale locale e morì lì, sola e in povertà, il 7 novembre 1998. Venne sepolta accanto a suo padre nel cimitero della cittadina. 